# Florence White
Pour les articles homonymes, voir White.

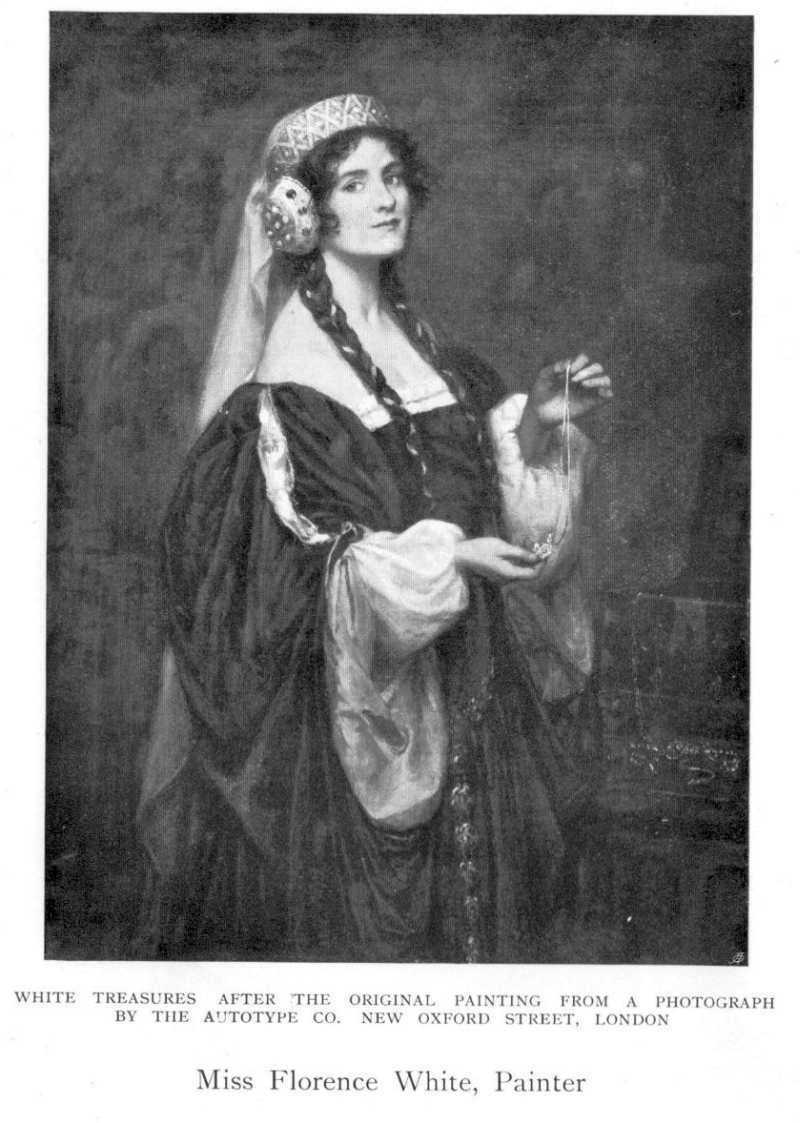
Trésors blancs

Florence White (ou Mlle F. White) est née dans les années 1860 à Brighton et morte en 1932. Elle est une portraitiste et une peintre miniaturiste britannique.

## Biographie
Sa mère s'appelle Elizabeth et son père s'appelle Charles White (1801-1876). Il a été le professeur d'anglais du Tsar Nicolas. Le couple a 8 enfants, Florence est la cadette. La fratrie compte l'écrivain Percy White (1852-1938). Vers 1861, la famille de l'artiste est installée à Hove.
Elle fréquente les cours d'art de l'école locale à Brighton. Elle rencontra d'autres jeunes filles qui aspirent à entrer à la Royal Academy. Elle fut admise à l'Académie avec une oeuvre s'inspirant de l'Antiquité.
Elle expose 1881 à 1917 à la Royal Academy mais également à la Société des Pastellistes britanniques (en). Elle présente sa première peinture à la Royal Academy en mai 1884, année où sa mère décéde. Son œuvre intitulée The Little Messenger n'est mentionnée dans les journaux de cette année, mais l'année suivante cela fut le cas. En effet, son œuvre Margaret se vend à la Manchester Art Gallery pour £15,15s en octobre 1885. En août 1895, elle accorde une entrevue au magazine the Queen. Elle contribue régulièrement à ce magazine ainsi qu'au Gentlewoman et à d'autres publications de l'époque. A la même période, elle peint pour la Royal Academy Mrs Charles White, un portrait posthume de sa mère.
En 1887, Florence présente Chrysanthemums à la Royal Academy, qui est exposée lors d'au moins deux expositions régionales, ainsi que The George Inn, Charmouth à la Society of Women Artists. Elle est membre de la Society of Women Artists. L'œuvre est décrite comme "une œuvre peinte avec beaucoup de soin" dans les journaux. Elle reçoit également une commande pour peindre le président du Amersham Conservative Club. Elle peint deux autres natures mortes : Tulips en 1889 et Azaleas en 1894.
En 1890, elle ne présente aucune œuvre à la Royal Academy, mais le Globe rend compte de l'exposition de la Society of Lady Artists à l'Egyptian Hall à Piccadilly, où Florence expose un grand dessin au pastel d'une dame couchée. The Gentlewoman mentionne également son portrait de Mrs Stoball à la Society of British Pastellists à la Grosvenor Gallery, qui était "l'un des plus jolis portraits de la galerie".
La production artistique de Florence dans les années 1890 se compose de miniatures et de portraits, notamment Peggie en 1897 et Priscilla en 1898. Elle présente pour la Society of Portrait Painters en 1892 Mrs Cecil Lee, une femme dans une robe de soirée en brocart blanc et un manteau d'opéra gris orné de fourrure et doublé de rose. L'année suivante, elle reçoit une médaille de la Calcutta Art Society pour la meilleure tête grandeur nature dans n'importe quel médium. Elle présente quatre œuvres à la Royal Academy en 1898, puis encore quatre en 1900, dont trois portraits miniatures : Mrs Walter Richardson, Baby, Son of Coster Edwards Esq et Portrait of a Child. Depuis son studio à Redcliffe Road, elle devient connue comme une portraitiste de talent, surtout lorsqu'il s'agissait de sujets féminins.
À une exposition de miniatures à la galerie de M.Bonner à Kensington en 1904, Florence présente un portrait de l'actrice Lena Ashwell. Elle réalise également de temps en temps des œuvres fantaisistes, comme l'œuvre Where as in silk my Julia goes, exposée à la Royal Academy deux fois, une fois en 1907 et de nouveau pour l'exposition de 1915. En 1905, son œuvre White Treasures est incluse dans le livre Women Painters of the World. Elle est absente de la Royal Academy en 1912. Les dernières années de Florence White à l'Académie se concentrent principalement sur des portraits en miniature.
Florence White a vécu à la même période que deux autres Florence White célèbre, l'écrivaine Florence White (en) (1863 - 1940) et la militante Florence White (en) (1886 - 1961).

## Tableaux
- The Little Messenger, 1884
- River landscape, 30 x 45 cm, 1884
- Mrs Charles White, 1885
- Chrysanthemums, 1887
- The George Inn, Charmouth, 1887
- Tulips, 1889
- Mrs Stoball, vers 1890
- Azaleas, 1894
- Mrs Cecil Lee, 1892
- Peggie, 1897
- Girl and her Dog, huile sur toile, 53.34 cm x 101.6 cm, 1898
- Priscilla, 1898.
- Baby, Son of Coster Edwards Esq, 1900
- Mrs Walter Richardson, 1900
- Portrait of a Child, 1900
- White Treasures, vers 1905
- Where as in silk my Julia goes, vers 1907